# Ato van Hegau
Ato I van Hegau, ook Hatto,  (ca. 800 - na 867) was een vooraanstaand Frankische edelman. 
Ato bestuurde een groot aantal graafschappen in Alemannië, waaronder de Hegau en de Zürichgau. Hij was voogd van de abdij van Schienen aan het Bodenmeer. Hij had grote bezittingen in de Bertoldsbaar. Verder deed hij schenkingen aan de abdij van Fulda en stichtte hij zelf ten minste twee kloosters. Hij wordt meerdere malen genoemd in de annalen van de abdij van Sankt Gallen. Ook wordt zijn aanwezigheid aan het hof vermeld. In 846 ontving hij van de keizer, Lodewijk de Duitser, het boek De fide sanctae et individuae Trinitatis van Alcuinus.
In de conflicten na de dood van Lodewijk de Vrome steunde hij Lotharius I, Toen deze in 842 een nederlaag leed moest Ato vluchten. Na het verdrag van Verdun in 843 lijkt hij weer in zijn posities te zijn hersteld, nu onder Lodewijk de Duitser. Aan het einde van zijn leven was hij een (gedwongen) geestelijke en moest zich in Rome verdedigen tegen beschuldigingen door zijn zoon Lambert, die beweerde dat zijn vader hem onder dwang in het klooster wilde doen treden.
De ouders en de echtgenote van Ato zijn niet bekend. Hij had ten minste twee kinderen:
- Lambert, abt van Schienen
- Willa van Buchau (geb ca. 835), gehuwd met Welf (ca. 835 - voor 879), zoon van Koenraad I van Auxerre en Adelheid van Tours.

## Bron
- Genealogie der Mittelalter